# Yugoslavia en la Copa Mundial de Fútbol de 1962
La selección de Yugoslavia fue una de las 16 participantes de la Copa Mundial de Fútbol de 1962, que se realizó en Chile. Clasificó al derrotar en la repesca internacional a Corea del Sur.
En el campeonato mundial logró llegar a las semifinales, en donde fue derrotado por 1:3 por Checoslovaquia.

## Clasificación

### Grupo 10
| Equipo 1   | Agr. | Equipo 2 | Ida | Vuelta |
| ---------- | ---- | -------- | --- | ------ |
| Yugoslavia | 3-2  | Polonia  | 2–1 | 1–1    |

### Repesca UEFA/AFC
| Equipo 1   | Agr. | Equipo 2      | Ida | Vuelta |
| ---------- | ---- | ------------- | --- | ------ |
| Yugoslavia | 8-2  | Corea del Sur | 5–1 | 3–1    |

## Jugadores
| #     | Nombre                              | Posición                            | Edad                                | Club                                |
| ----- | ----------------------------------- | ----------------------------------- | ----------------------------------- | ----------------------------------- |
| 1     | Milutin Šoškić                      | Portero                             | 24                                  | Partizan                            |
| 2     | Vladimir Durković                   | Defensa                             | 24                                  | Estrella Roja                       |
| 3     | Fahrudin Jusufi                     | Defensa                             | 22                                  | Partizan                            |
| 4     | Petar Radaković                     | Mediocampista                       | 25                                  | NK Rijeka                           |
| 5     | Vlatko Marković                     | Defensa                             | 25                                  | Dinamo Zagreb                       |
| 6     | Vladimir Popović                    | Defensa                             | 27                                  | Estrella Roja                       |
| 7     | Andrija Anković                     | Delantero                           | 24                                  | Hajduk Split                        |
| 8     | Dragoslav Šekularac                 | Mediocampista                       | 24                                  | Estrella Roja                       |
| 9     | Dražan Jerković                     | Delantero                           | 25                                  | Dinamo Zagreb                       |
| 10    | Milan Galić                         | Mediocampista                       | 24                                  | Partizan                            |
| 11    | Josip Skoblar                       | Delantero                           | 21                                  | OFK Belgrado                        |
| 12    | Srboljub Krivokuća                  | Portero                             | 34                                  | OFK Belgrado                        |
| 13    | Slavko Svinjarević                  | Defensa                             | 27                                  | Vojvodina                           |
| 14    | Vasilije Šijaković                  | Defensa                             | 32                                  | OFK Belgrado                        |
| 15    | Željko Matuš                        | Mediocampista                       | 26                                  | Dinamo Zagreb                       |
| 16    | Muhamed Mujić                       | Delantero                           | 30                                  | Velež Mostar                        |
| 17    | Vojislav Melić                      | Mediocampista                       | 22                                  | Estrella Roja                       |
| 18    | Vladica Kovačević                   | Mediocampista                       | 22                                  | Partizan                            |
| 19    | Mirko Stojanović                    | Portero                             | 22                                  | Dinamo Zagreb                       |
| 20    | Žarko Nikolić                       | Defensa                             | 23                                  | Vojvodina                           |
| 21    | Nikola Stipić                       | Delantero                           | 24                                  | Estrella Roja                       |
| 22    | Aleksandar Ivoš                     | Mediocampista                       | 30                                  | Sloboda Tuzla                       |
| D. T. | Ljubomir Lovrić Prvoslav Mihajlović | Ljubomir Lovrić Prvoslav Mihajlović | Ljubomir Lovrić Prvoslav Mihajlović | Ljubomir Lovrić Prvoslav Mihajlović |

## Participación

### Grupo 1
| Equipo          | Pts | PJ | PG | PE | PP | GF | GC | Dif |
| --------------- | --- | -- | -- | -- | -- | -- | -- | --- |
| Unión Soviética | 5   | 3  | 2  | 1  | 0  | 8  | 5  | 3   |
| Yugoslavia      | 4   | 3  | 2  | 0  | 1  | 8  | 3  | 5   |
| Uruguay         | 2   | 3  | 1  | 0  | 2  | 4  | 6  | -2  |
| Colombia        | 1   | 3  | 0  | 1  | 2  | 5  | 11 | -6  |

| 31 de mayo de 1962, 15:00 | Unión Soviética             | 2:0 (0:0) | Yugoslavia | Estadio Carlos Dittborn, Arica                           |                                                          |
|                           | Ivanov 51' · Ponedelnik 83' | Reporte   |            | Asistencia: 15 000 espectadores Árbitro(s): Albert Dusch | Asistencia: 15 000 espectadores Árbitro(s): Albert Dusch |

| 2 de junio de 1962, 15:00 | Yugoslavia                                    | 3:1 (2:1) | Uruguay     | Estadio Carlos Dittborn, Arica                         |                                                        |
|                           | Skoblar 25' (pen.) · Galić 29' · Jerković 49' | Reporte   | Cabrera 19' | Asistencia: 8 829 espectadores Árbitro(s): Karol Galba | Asistencia: 8 829 espectadores Árbitro(s): Karol Galba |

| 7 de junio de 1962, 15:00 | Yugoslavia                                     | 5:0 (2:0) | Colombia | Estadio Carlos Dittborn, Arica                                |                                                               |
|                           | Galić 20', 61' · Jerković 25', 87' · Melić 82' | Reporte   |          | Asistencia: 7 167 espectadores Árbitro(s): Juan Carlos Robles | Asistencia: 7 167 espectadores Árbitro(s): Juan Carlos Robles |

### Cuartos de final
| 10 de junio de 1962, 14:30 | Yugoslavia    | 1:0 (0:0) | Alemania Federal | Estadio Nacional, Santiago                                  |                                                             |
|                            | Radaković 85' | Reporte   |                  | Asistencia: 63 324 espectadores Árbitro(s): Arturo Yamasaki | Asistencia: 63 324 espectadores Árbitro(s): Arturo Yamasaki |

### Semifinales
| 13 de junio de 1962, 14:30 | Checoslovaquia                       | 3:1 (0:0) | Yugoslavia   | Estadio Sausalito, Viña del Mar                             |                                                             |
|                            | Kadraba 48' · Scherer 80' 84' (pen.) | Reporte   | Jerković 69' | Asistencia: 5 890 espectadores Árbitro(s): Gottfried Dienst | Asistencia: 5 890 espectadores Árbitro(s): Gottfried Dienst |

### Tercer lugar
| 16 de junio de 1962, 14:30 | Chile     | 1:0 (0:0) | Yugoslavia | Estadio Nacional, Santiago                                   |                                                              |
|                            | Rojas 90' | Reporte   |            | Asistencia: 66 697 espectadores Árbitro(s): Juan Gardeazabal | Asistencia: 66 697 espectadores Árbitro(s): Juan Gardeazabal |